# غول ستروم
غول ستروم (بالإنجليزية: Goal Storm) ، والتي يعرف عند الإصدار الياباني ورلد سوكر وينينغ إليفن (World Soccer Winning Eleven) ، هي لعبة إلكترونية من نوع رياضة كرة القدم والتي أنتجها شركة كونامي 1995م، صدرت للمرة الأولى في أمريكا الشمالية ثم في عام 1996م صدرت اللعبة في اليابان وأوروبا.

## قوائم اللعبة الرئيسية
تظهر قوائم الرئيسية المبسطة للإصدار الأول لعبة غول ستروم والتي تشمل:
- طور كأس هايبر (Hyper Cup Mode).
- طور العرض أو مباراة ودية (Exhibition Mode).
- يد التحكم (Key Configuration).
- طور الخيارات (Options mode).

وكما يتوفر اللعبة مستويات الصعوبة للعب في المنافسات.

## الفرق الوطنية
| - ألمانيا - الأرجنتين - أستراليا - بلجيكا - البرازيل - بلغاريا - الكاميرون - كولومبيا - الدنمارك - إسكتلندا - الولايات المتحدة - إسبانيا - فرنسا | - ويلز - اليونان - إنجلترا - أيرلندا - إيطاليا - المكسيك - نيجيريا - النرويج - هولندا - رومانيا - روسيا - السويد - سويسرا |